# Mercedes-Benz W116
Mercedes-Benz W116 är en personbil, tillverkad av den tyska biltillverkaren Mercedes-Benz mellan september 1972 och september 1980.

## W116
Mercedes nya S-klass introducerades i september 1972 som 280 S, 280SE och 350 SE. Bilen var byggd med passagerarnas säkerhet som första prioritet. Den robusta konstruktionen gjorde den betydligt tyngre än företrädaren W108, med sämre prestanda som följd. Hjulupphängningarna är betydligt modernare än de på W108/W109, som ärvdes från W111. I de flesta avseenden ansågs det vara ett imponerande fordon, som ofta nämndes som ”världens bästa bil”.
I mars 1973 tillkom 450 SE och den längre 450 SEL, med den långslagiga V8 som tidigare bara sålts på USA-marknaden. Europas motorjournalister blev så imponerade att de valde den till Årets bil 1974, ett pris som brukar gå till betydligt mindre och billigare bilar.
I efterdyningarna av oljekrisen 1973 kom även de mindre 280- och 350-modellerna med den längre SEL-karossen i början av 1974.
W116 hade stålfälgar med navkapslar som standardutrustning, men aluminiumfälgar (så kallade "barockfälgar") var ett populärt tillbehör. De sexcylindriga bilarna samt 350 SE/SEL hade däck med dimensionen 185HR14 monterade på 6" breda fälgar medan 450 SE/SEL hade "lågprofildäck" i dimension 205/70R14 och 6,5'" fälgbredd.
Bilarna kunde beställas med tre olika inredningsalternativ; textil-, plysch eller läderklädsel och där de två senare alternativen hade en annan typ av svulstigare dörrsidor.
Produktionen upphörde i september 1980 efter 466 011 byggda exemplar.

## 450 SEL 6.9
Mercedes hade planerat för en efterföljare till sin prestanda-sedan 300 SEL 6.3. Men på grund av oljekrisen 1973, med påföljande efterfrågeminskning på bränsletörstiga bilar, fördröjdes introduktionen av 450 SEL 6.9 till september 1975. För att kompensera för den högre vikten fick den nya prestandavagnen en större version av M100-motorn än dess föregångare hade haft. Trots detta hade accelerationen från 0 – 100 km/h försämrats till 7,5 s, vilket till stor del berodde på att modellen var utrustad med en 3-stegad automatlåda som gjorde över 100 km/t på ettans växel (W109 hade en 4-stegad automatlåda).Tack vare bättre aerodynamik hade dock toppfarten ökat till 225 km/h. För att få plats under den lägre motorhuven var motorn försedd med torrsumpsmörjning. 
Mercedes hade nu övergivit luftfjädringen. I stället hade man utvecklat ett hydro-pneumatiskt fjädringssystem som arbetade efter samma principer som hos Citroën, bilen fjädrar på kvävgas i sfäriska gasklockor, som är förbundna med fjädercylindrarna via hydraulledningar. 6.9:an var, som enda W116-modell, försedd med denna fjädring, men det skulle senare även erbjudas som extrautrustning till efterföljaren W126.
Bilen sålde bättre än föregångaren och tillverkades i 7 380 exemplar.

## Versioner
| Modell      | Årsmodell    | Motor                     | Cylindervolym | Effekt och vridmoment     | Bränslesystem            | Växellåda (slutväxel)                           | Prestanda 0-100 km/t Toppfart              | Anm.           |
| ----------- | ------------ | ------------------------- | ------------- | ------------------------- | ------------------------ | ----------------------------------------------- | ------------------------------------------ | -------------- |
| 280 S       | 1973–1980    | M110: 6-cyl radmotor dohc | 2746 cm³      | 156 -160 hk 223 - 227 Nm  | Dubbel Solex-förgasare   | 4-vxl man 4-vxl aut (3,69:1) 5-vxl man (3,92:1) | 11,5 s 190 km/t                            |                |
| 280 SE/SEL  | 1973/74–1980 | M110: 6-cyl radmotor dohc | 2746 cm³      | 177 - 185 hk 233 - 240 Nm | Bosch bränsleinsprutning | 4-vxl man 4-vxl aut (3,69:1) 5-vxl man (3,92:1) | 10,5 s 200 km/t                            |                |
| 350 SE/SEL  | 1973–1980    | M116: 8-cyl V-motor ohc   | 3499 cm³      | 195 - 205 hk 275 - 287 Nm | Bosch bränsleinsprutning | 4-vxl man 3-vxl aut (3,46:1)                    | 9,5 s 205 km/t (man) 10,3 s 200 km/t (aut) |                |
| 450 SE/SEL  | 1973–1980    | M117: 8-cyl V-motor ohc   | 4520 cm³      | 217 - 225 hk 360 - 378 Nm | Bosch bränsleinsprutning | 3-vxl aut (3,07:1)                              | 11,1 - 10,5 s 210 - 212 km/t               |                |
| 450 SEL 6.9 | 1975–1980    | M100: 8-cyl V-motor ohc   | 6834 cm³      | 286 hk 550 Nm             | Bosch bränsleinsprutning | 3-vxl aut (2,65:1)                              | 7,4 s 225 km/t                             |                |
| 300 SD      | 1978–1980    | OM617: 5-cyl radmotor ohc | 2998 cm³      | 115 hk 231 Nm             | Bosch dieselpump, turbo  | 4-vxl aut (3,07:1)                              | 17 s 165 km/t                              | Endast för USA |

Tidiga bilar med insprutningsmotor hade Bosch elektroniska D-Jetronic som senare (1975-1976 beroende på modell) ersattes med mekaniska Bosch K-Jetronic.

## Bilder

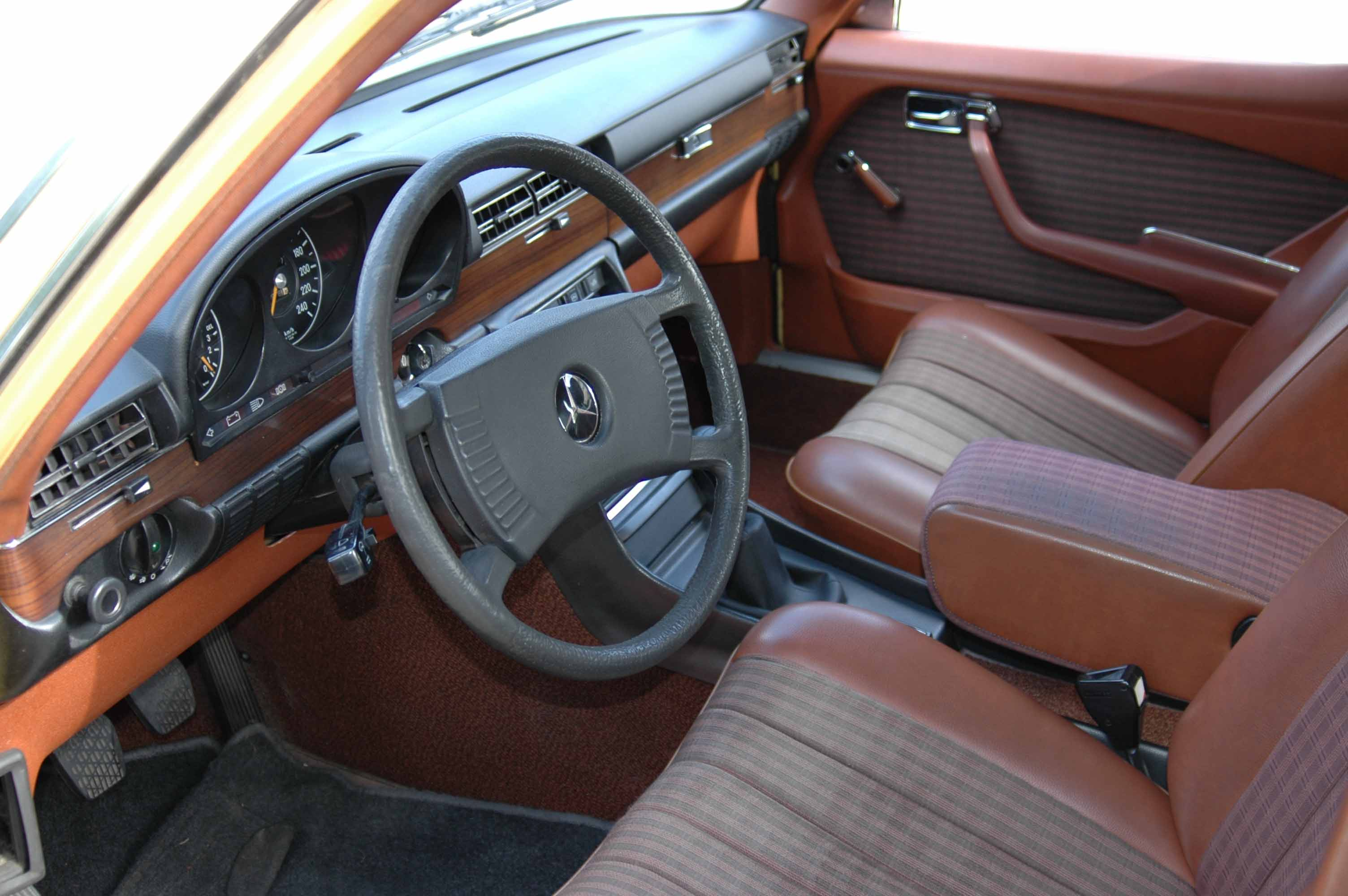
350 SE interiör
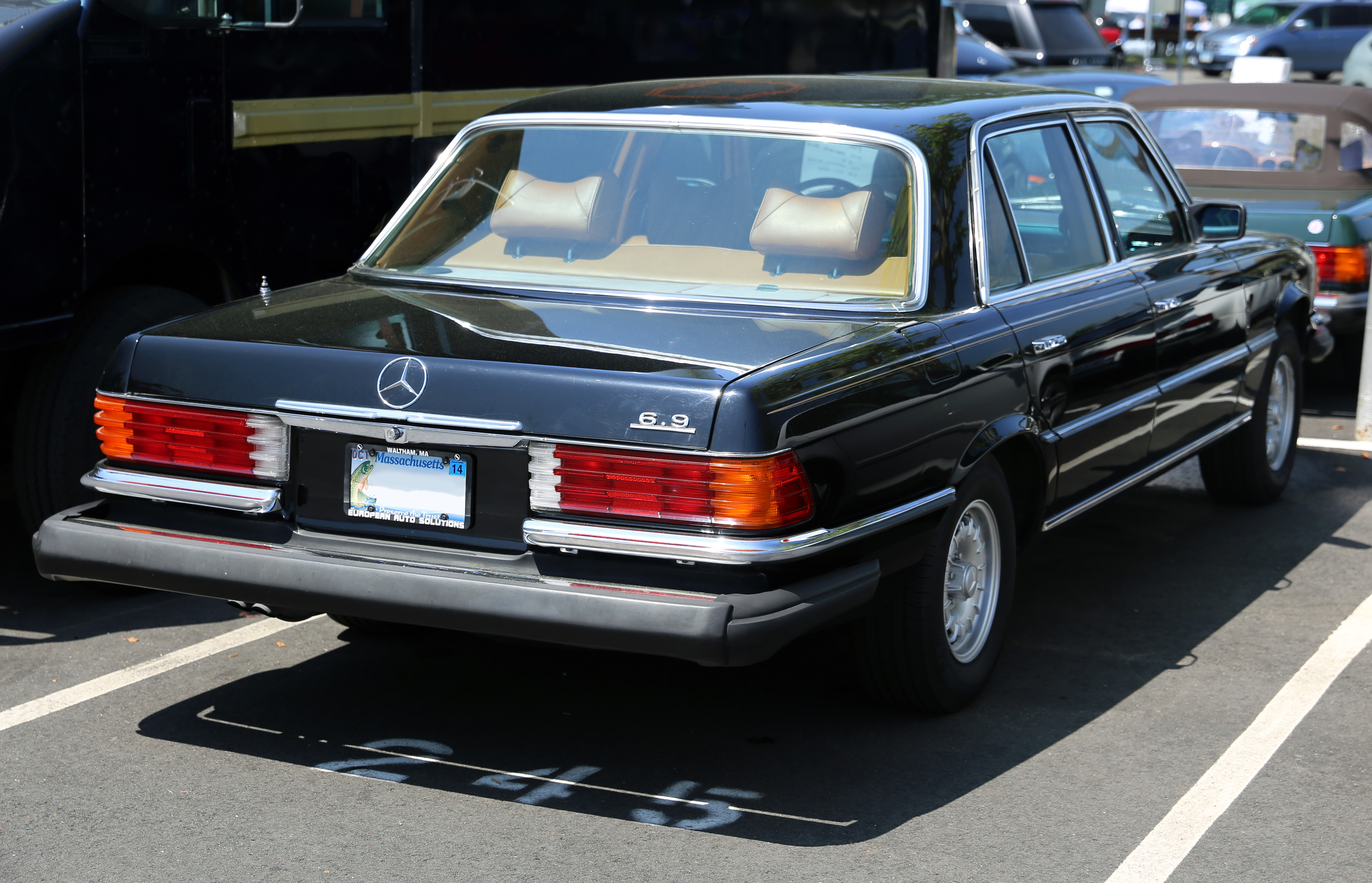
450 SEL 6.9 (Nordamerika)